# Kujō Fusazane
Kujō Fusazane (九条房実, [[[1290]] – 1327] Erro: {{japonês}}: texto da transliteração contém caractere não latino (pos 19) (ajuda)), foi um kuge (membro da Corte) que viveu no final do período Kamakura da história do Japão. Era membro do ramo Kujō do clã Fujiwara e filho do regente Kujō Tadanori, mas foi adotado por seu irmão Kujō Moronori.
Fusazane entrou na corte imperial em 1299 com a classificação de Jugoi (funcionário da Corte de quinto escalão júnior) e foi designado Jijū (Moço de câmara). Em 1300 sua classificação avançou para Shōshii (funcionário de quarto escalão pleno), em 1301 para Jusanmi (terceiro escalão júnior) e em 1303 Shōsanmi (terceiro escalão pleno). Em 1305, foi nomeado vice-governador da província de Bingo e Chūnagon, em 1306 se tornou Junii (segundo escalão júnior). Em 1307 foi nomeado Dainagon e em 1308 alcançou a classificação de Shōnii (segundo escalão pleno). Em 1319 foi nomeado Udaijin, permanecendo neste cargo até 1322, quando foi promovido a Sadaijin. Em 1322 foi concomitantemente nomeado Togu-no-fu (tutor do príncipe imperial) e em 1323 foi promovido a Juichii (primeiro escalão júnior), e nomeado Kanpaku (regente) do Imperador Go-Daigo, até 1324.
Ele adotou como seu filho o regente Kujō Michinori seu sobrinho.